# Harry Kane
Harry Kane   (Walthamstow, 28 de juliol de 1993) és un jugador de futbol anglès. Juga com a davanter amb el FC Bayern de Múnic i la selecció anglesa.
Al Mundial de 2018 va marcar tots dos gols d'Anglaterra contra Tunísia (1-2). Al partit Anglaterra-Panamà en va marcar tres (6-3). En tots dos partits, va ser votat pels espectadors com a Home del Partit. Va ser el màxim golejador de la competició, amb 6 gols marcats.

## Palmarès
FC Bayern de Múnic
- 1 Lliga alemanya: 2024-25[7]